# ウォーターゲート・サラダ
ウォーターゲート・サラダ（watergate salad, pistachio delightなど）とは、サイドディッシュもしくはデザートとして食べるサラダの一種。
ピスタチオプリン、缶詰のパイナップル、ホイップクリーム、砕いたピーカンナッツ、マシュマロから作られる。材料を和えてから必要に応じて冷やしただけの食品であり、時間や手間がかからない。アメリカ合衆国の北中西部などポットラック（参加者が各々料理を１品持ち寄るパーティー）が盛んな地域で人気がある。
一般的なパイナップルの代わりにフルーツミックスやマンダリンオレンジの缶詰が使われることもあり、材料が少しだけ異なるバリエーションが数多く存在する。アンブロシア・サラダは製法が似通っており、パイナップルとマシュマロを基本の材料としているほか、ホイップクリームやナッツを用いるバリエーションもある。

## 歴史と語源
「ウォーターゲート・サラダ」という名の起源ははっきりしない。ワシントンDCのウォーターゲート・ホテルが発祥地だという説もあるが、同ホテルのレストランやスイーツ店でメニューに載せられたことはない。
ゼリーやマシュマロと果物を和えたスイーツは20世紀初頭に粉末ゼラチンが一般化したころからアメリカの家庭の定番だった。ホイップクリームとパイナップルを合わせるレシピも同じくらい古い。ヘレン・ケラーは1922年に刊行されたレシピ集 Favorite Recipes of Famous Womenにウォーターゲート・サラダと似たレシピを提供している。缶詰のパイナップル、ナッツ、マシュマロ、ホイップクリームなどを材料とするもので、カリフォルニアで初めて食べたことから「ゴールデンゲート・サラダ」という名がつけられていた。ウォーターゲート・サラダのレシピが出版物で紹介された例としては、デンヴァー・ポスト社が発行していた『エンパイア・マガジン』誌の1976年6月27日号があるものの名前の由来は不明だと書かれている。
現代的なウォーターゲート・サラダを広めたのはゼネラルフーヅ社（合併を経て現在はクラフト・ハインツ）だと見られている。このスイーツの主材料であるマシュマロ、ピスタチオプリン、ホイップクリームはいずれもクラフト社の定番ブランド（ジェットパフト・マシュマロ、ジェロー、クールホイップ）が存在する。クラフト社の主張によると、同社はピスタチオプリンのミックスを発売した1975年にレシピの原型を作っていた。1980年代半ばにはレシピが「ピスタチオ・パイナップル・ディライト」という名でジェローのパッケージに印刷された。1993年にマシュマロが材料に加えられ、それと同時に外部で定着していた「ウォーターゲート・サラダ」の名前が採用されたのだという。
生活コラムニストのアン・アダムズとナン・ナッシュ＝カミングズは1997年の新聞コラムで、問題の名前の元になったのは「ウォーターゲート・ケーキ」だと書いている。このケーキはニクソン大統領がウォーターゲート・スキャンダルを巻き起こしていた1970年代前半に登場したもので、本項のサラダとほとんど同じ材料を用いていた。アンとナンによるとその名は一種の政治ジョークで、「隠ぺい工作」を思わせるアイシングと大量のナッツ（英語で「バカげたこと」という意味がある）から連想されたものである。このころ政治風刺とレシピ集を組み合わせた書籍が一種のブームになっており、ほかにも「はっきりさせておきたいニクソンの透明コンソメ」「貝になったリディのチャウダー」といったメニューが盛んに作られていた。
21世紀に入ると、粉末ミックスから作られるウォーターゲート・サラダは安っぽく時代遅れな食品だというイメージも持つようになった。